# 有機硫黄化合物
有機硫黄化合物（ゆうきいおうかごうぶつ 英:Organic sulfur compounds）とは硫黄原子を含む有機化合物の総称である。有機硫黄化合物に分類されるものは多岐にわたるが、一般的に不快な臭気を持ち、糖鎖（炭水化物の鎖）や硫黄の化合物を含む生物が生長するときの老廃物として、あるいは腐敗する際に自然に生成する。海洋においても生物起源の硫黄化合物も生まれ、海水に含まれる。炭水化物や硫黄は化学的に活性であり、生物が腐敗する過程で容易に生成し、天然ガスなどにも含まれる。有機硫黄化学は有機硫黄化合物の物性、構造や反応性を研究する科学である。
硫黄は酸素と共にカルコゲンに属すため、有機硫黄化合物は炭素と酸素からなる化合物と類似した性質を示すことが予想されるが、異なる点も多い。
硫黄の化合物を検出するための古典的な試験法としてカリウスのハロゲン法が知られている。石油精製における脱硫工程では水素化脱硫など様々な手法が取られる。

## スルフィドとチオフェン
スルフィドにおける炭素−硫黄結合は炭素−炭素結合に比べ長く、また弱い。硫黄化合物における S−C 結合の例を挙げると、メタンチオールでは 183 pm、チオフェンでは 173 pm である。メタンにおける C−H 結合の解離エネルギーは 100 kcal/mol であるのに対してチオメタンのそれは 89 kcal/mol であり、水素原子をメチル基で置き換えると 73 kcal/mol にまで減少する。
炭素−酸素単結合は C−C 結合に比べて短い。ジメチルスルフィドとジメチルエーテルの結合解離エネルギーはそれぞれ 73 および 77 kcal/mol である。
チオエーテルはプメラー転位によって合成することができる。
チオフェンの共鳴安定化エネルギーは 29 kcal/mol で、酸素類縁体であるフランの 20 kcal/mol に比べいくぶん大きい。この差は、酸素原子は電気陰性度が高いため電子を引き寄せ、環電流を減少させてしまうために起こる。芳香族置換反応において、チオ基はアルコキシ基よりも活性化基としての効果は低い。
硫黄−炭素間の二重結合を持つ化合物は硫黄イリドと呼ばれ、コーリー・チャイコフスキー反応などに用いられる。

## チオール
チオールはアルコールといくぶん似た性質を示すが、より求核性が強く、酸性度は高い。両者の pK a はおよそ5程度の差がある。
硫黄原子と水素原子は電気陰性度の差が小さいため（それぞれ 2.58, 2.20）、チオールは水素結合を形成しない。脂肪族チオールはナノテクノロジーにおいて金の単分子膜を作る際に役立つ。ある種の芳香族チオールはヘルツ反応によって得られる。
ジチオールはチオアセタールを形成することによるカルボニル基の極性転換に用いられる。

## スルホキシド、スルホンおよびチオケトン
スルホキシドは一般構造 RS(=O)R' で表され、チオエーテルを酸化することで得られる。さらに酸化するとスルホン RS(=O)2R' となる。
チオケトンは RC(=S)R' という一般構造を持つ、ケトンの硫黄類縁体である。チオケトンを合成する重要な方法として、ケトンとローソン試薬の反応が挙げられる。

## スルホン酸およびそのエステルとアミド
スルホン酸の一般構造は RS(=O)2OH で表され、有機溶媒に可溶な強酸である。トリフルオロメタンスルホン酸などは有機化学で多用される。スルホンアミドはサルファ剤として用いられる重要な医薬品である。

## スルフランとペルスルフラン
スルフラン（sulfurane, IUPAC名 λ4-スルファン (sulfane)）とペルスルフラン（persulfurane, IUPAC名 λ6-スルファン）は超原子価化合物であり、それぞれ4価 (SR4)、6価 (SR6) の原子価を持つ。硫黄原子上の置換基が全て炭素であるようなペルスルフランは、より重いカルコゲン類縁体のもの、例えばヘキサメチルペルテルラン (Te(CH3)6) については知られており、これはテトラメチルテルルと二フッ化キセノンの反応で得られる Te(CH3)2F2 をジエチル亜鉛で処理することにより合成されている。一方、硫黄類縁体のヘキサメチルペルスルフラン S(CH3)6 は安定であると予測されているものの、いまだその合成はなされていない。
実験室で最初に合成された炭素置換基のみを持つペルスルフランは、2つのメチル基と2つのビフェニル配位子を有するものである。

ペルスルフランの合成

合成はスルフラン 1 から始まり、まず二フッ化キセノンと三フッ化ホウ素をアセトニトリル中で作用させてスルフラニルジカチオン 2 としたのち、テトラヒドロフラン中でメチルリチウムを反応させることで、3 を cis 異性体として得る。X線結晶構造解析により、3 は硫黄原子を中心とした歪んだ八面体型構造で、C−S 結合長は 189 から 193 pmであることがわかっている（これは通常よりも長い）。
計算によってそれらの結合は非常に極性が高く、炭素原子上に負電荷が偏っていることが示されている。

## 有機硫黄化合物による汚染
有機硫黄化合物は環境、特に大気中において、化学工場での合成繊維やタイヤなど硫黄を試薬として用いる製造工程から微量の副生成物として発生する。
しかし、大部分の硫黄汚染物質は材料製造や発電に化石燃料を使用した場合に生成される。
具体的には、石炭を乾留してコークスを製造するときや、石油を蒸留してガソリンやディーゼル油などの燃料を精製するとき、石炭や原油を処理して化成品(合成繊維や医薬品)の前駆体(原料)を生成するときなどである。
また、天然ガスを一般用途に利用する際や、煙突や排気口から排気を行う前に除去しておくべき、臭気を持った不純物として認識される。後者については、有機硫黄化合物は酸性雨の原因となる硫黄酸化物の元となり、化石燃料、特に石炭を使用する場合に最も頻繁に見られる汚染物質であるとされている。
一方で、全ての有機硫黄化合物が腐臭を持つ汚染物質なわけではない。ニンニクの悪臭はアリシンやアホエンに由来し、レンチオニンはシイタケの香りの成分である。これらの天然物はがんの治療に用いたり、血小板の凝集を防ぐなど医療用途で重要な性質を持つ。